# 安平觀音亭
23°00′00″N 120°09′47″E / 23.0000674°N 120.1630194°E

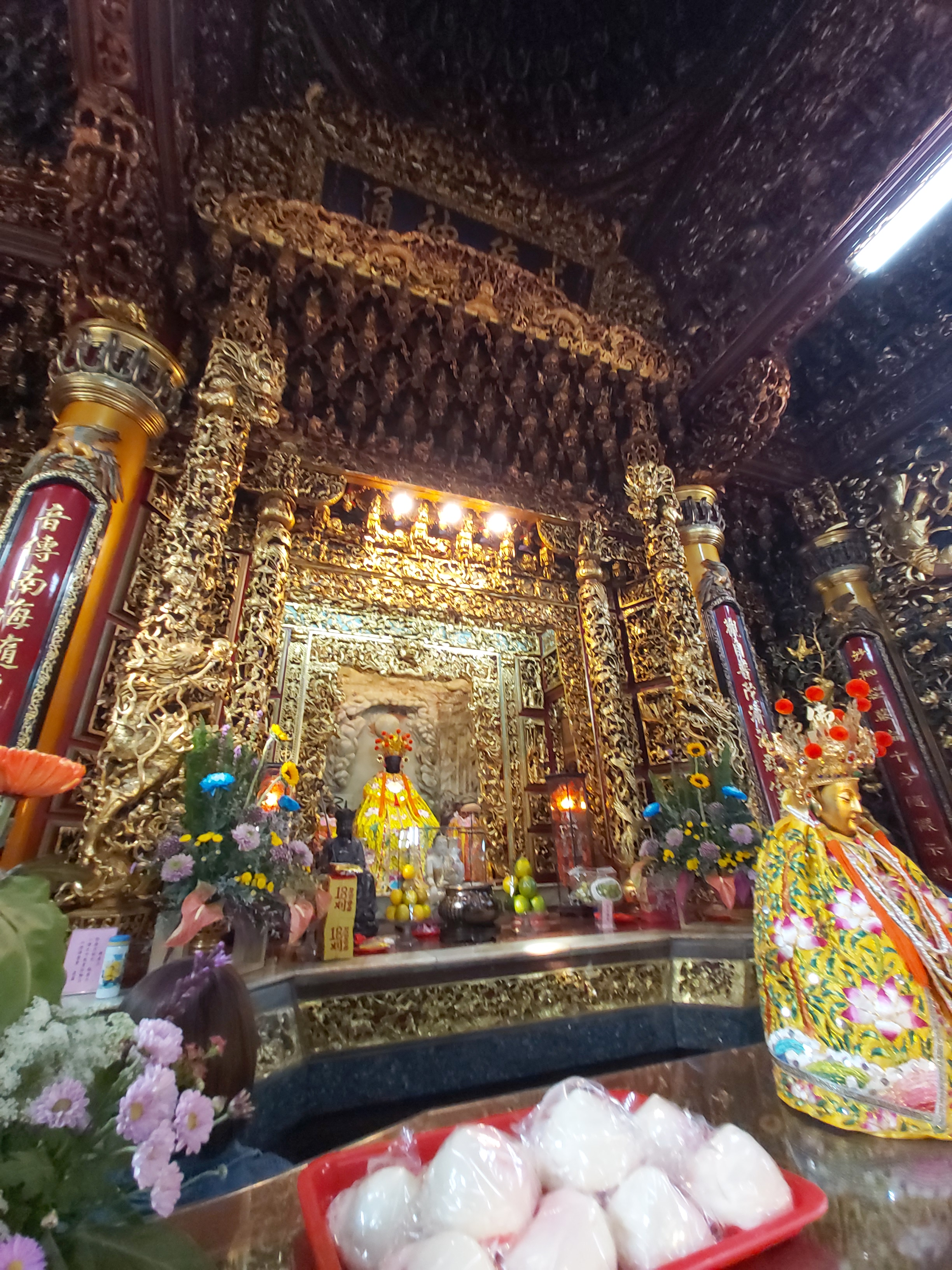
正殿觀世音菩薩佛龕

安平觀音亭位於臺灣臺南市安平區，是安平四大公廟之一，主祀觀音菩薩，由安平漁民自中國大陸原鄉分靈而來，但亦有一說是安平居民在明萬曆十八年（1590年）便建茅屋供奉所攜來的觀音像。

## 沿革
該廟之興建一說始於清道光六年（1826年），亦有說是明代萬曆十八年（1590年），不過可確定的是曾於清同治年間與日治時期重修。至於其今貌則是民國七十五年（1986年）因道路拓寬重建而成，於民國八十一年（1992年）落成。

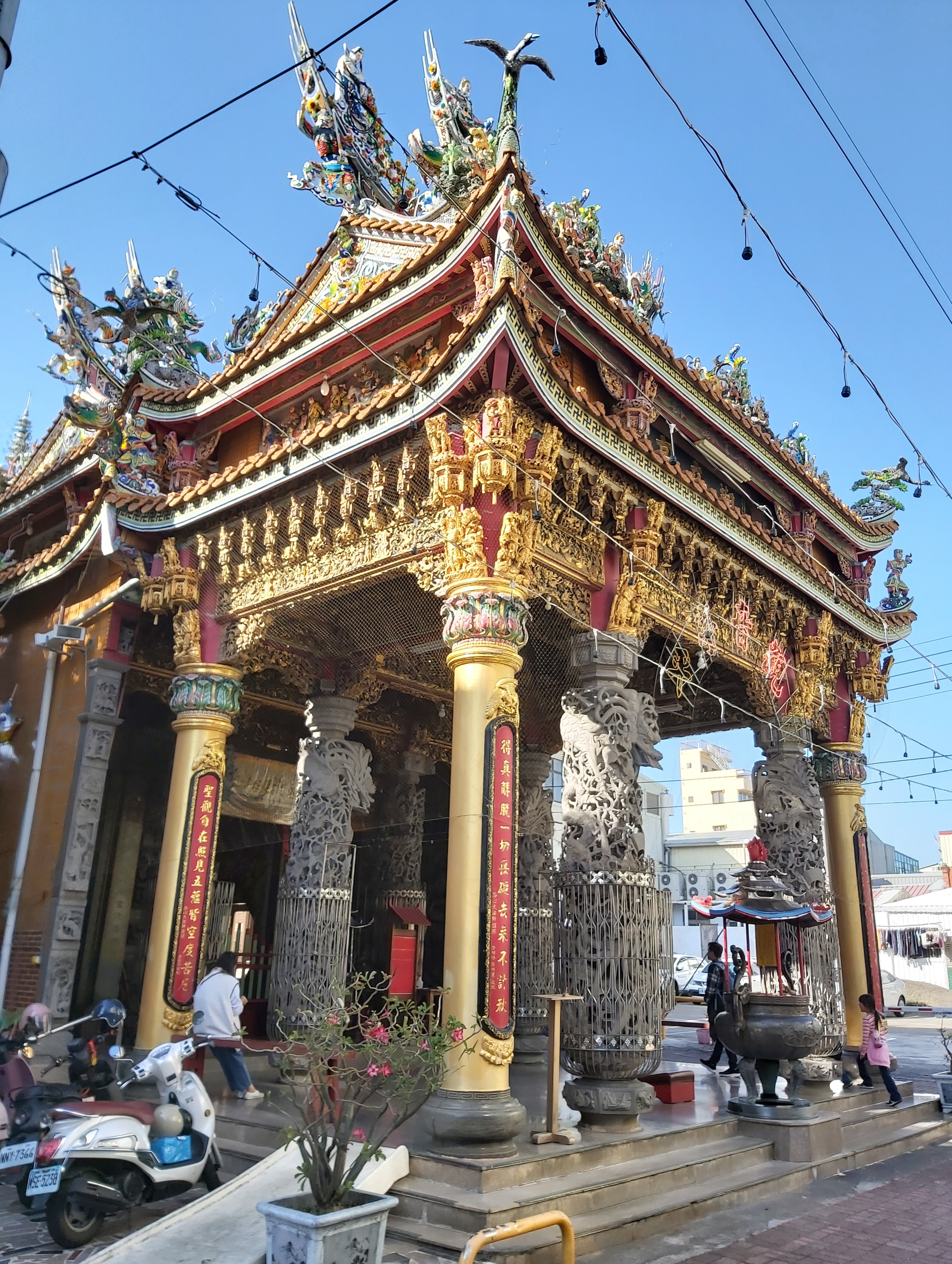
拜亭側面
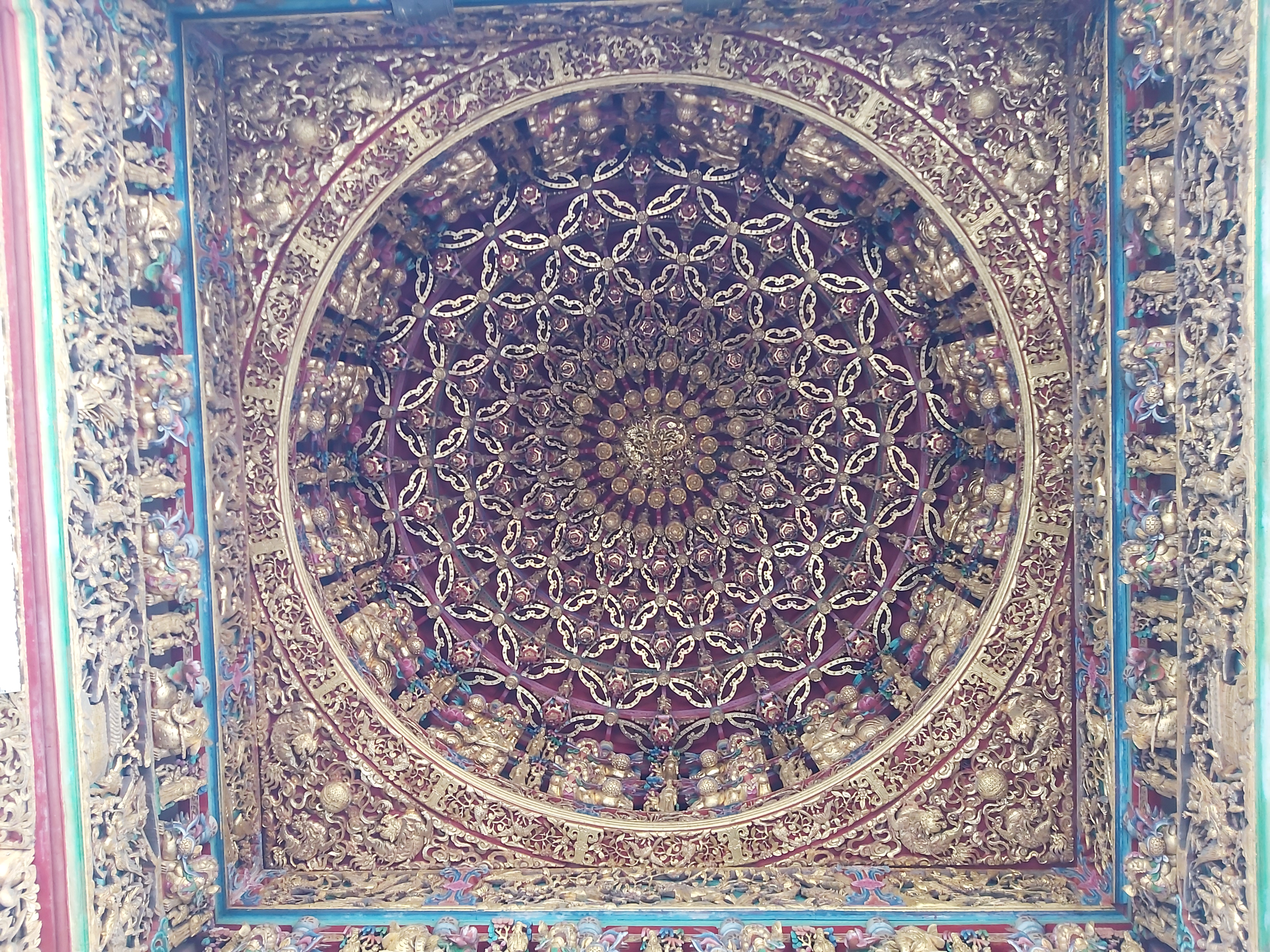
拜亭藻井
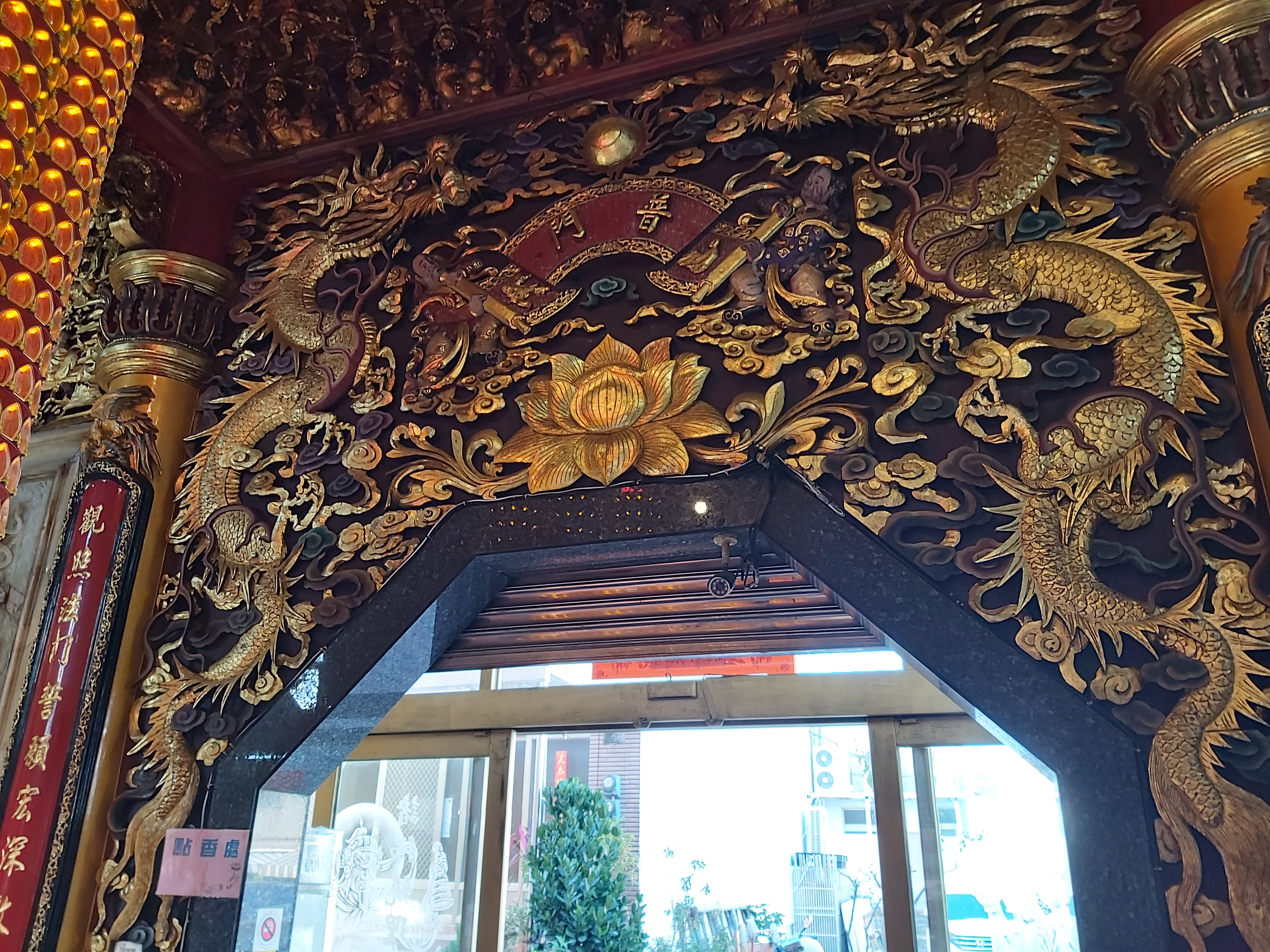
龍紋建築裝飾

## 建築特色

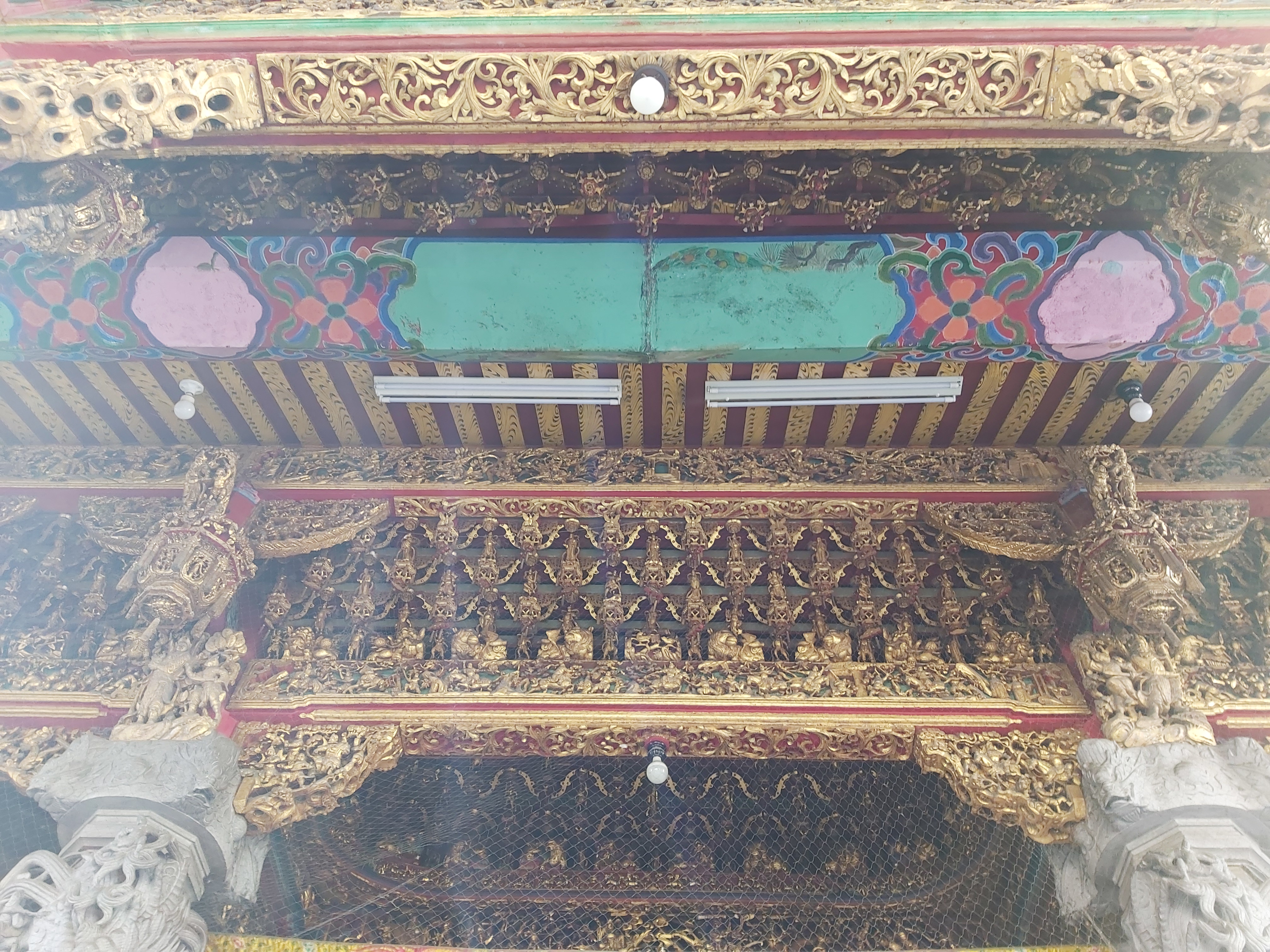
三川殿橫樑

觀音亭雖已改為鋼筋混擬土建築，但空間配置上仍保有拜亭、三川殿、拜殿、正殿等規劃，並保有許多古匾。其正殿供奉觀音菩薩，左右陪祀福德正神與
彌勒佛、財神爺、齊天大聖，前方則為伽藍與韋馱護法。

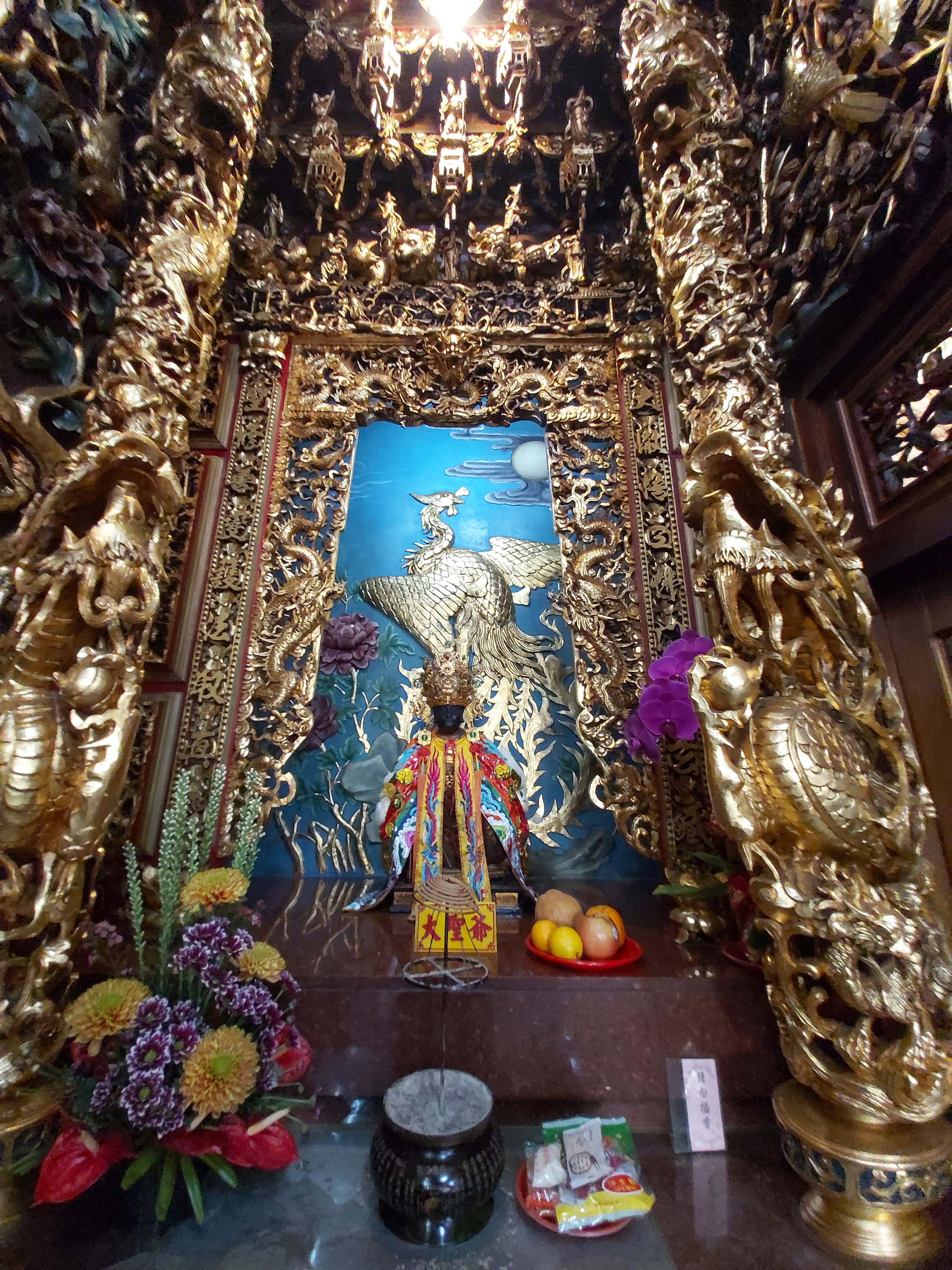
大聖爺
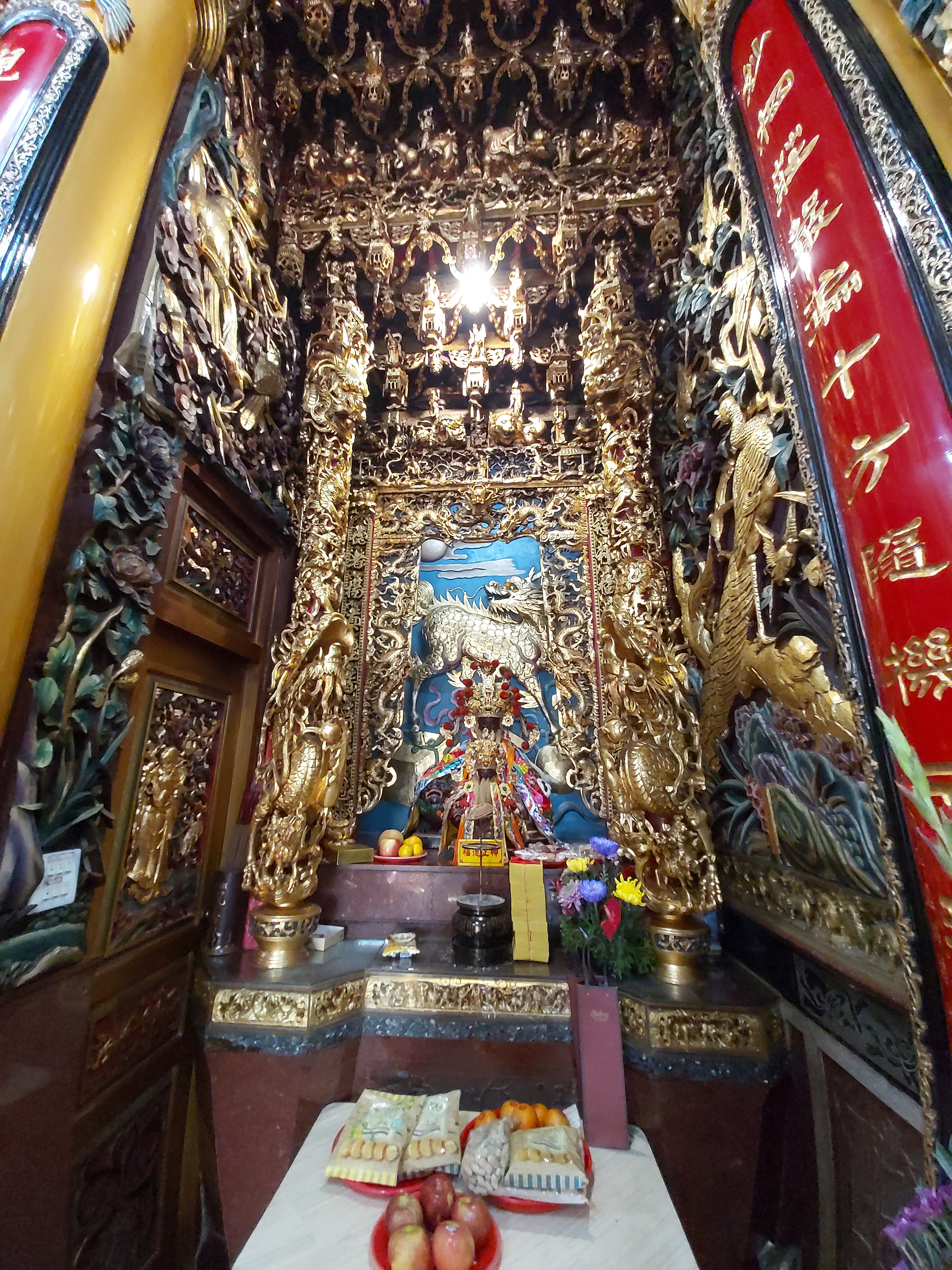
福德正神
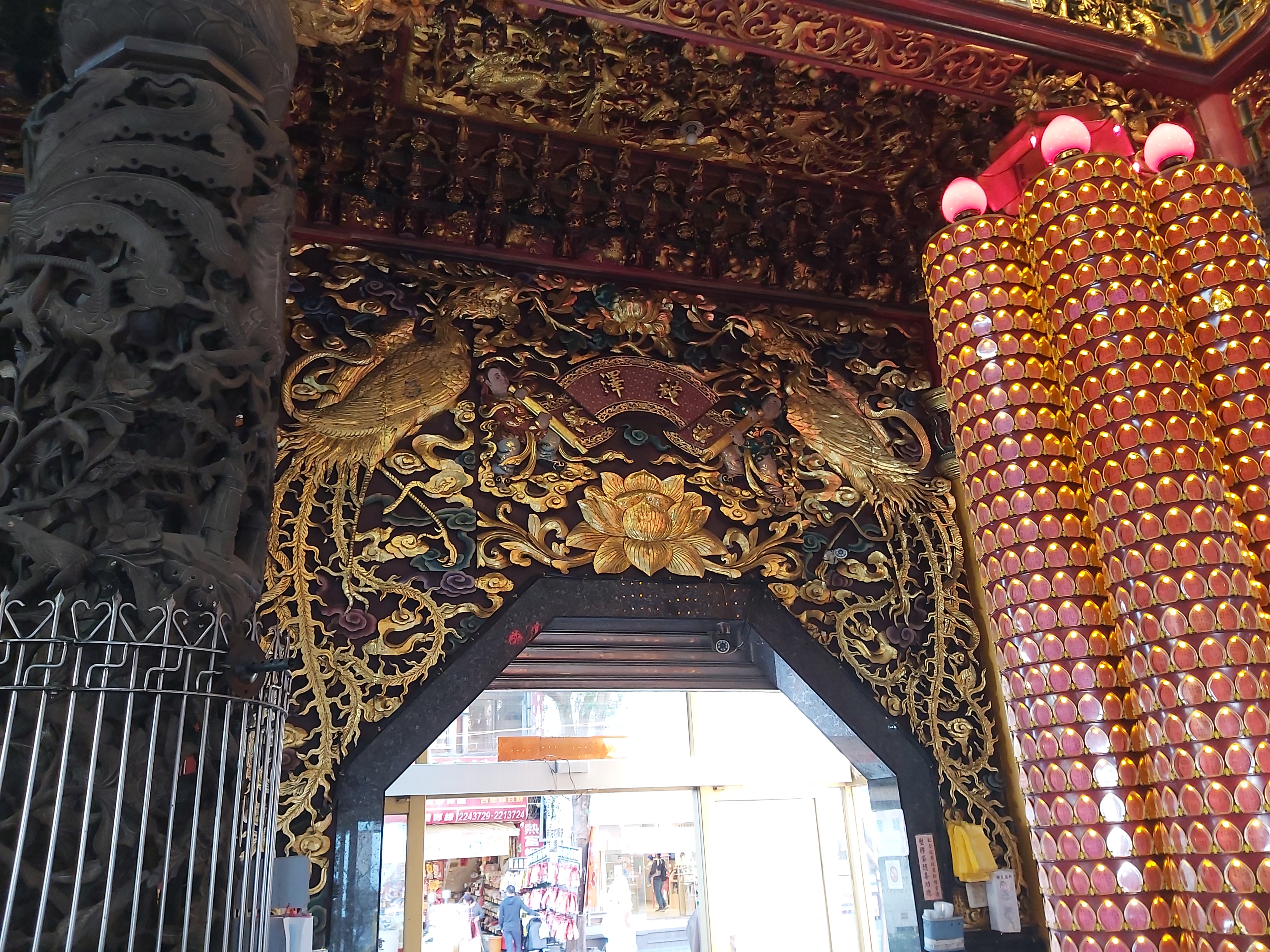
鳳紋建築裝飾